# Alba Flores
Cet article possède des homonymes et des paronymes, voir Flores.
Alba González Villa, dite Alba Flores, est une actrice espagnole, née le 27 octobre 1986 à Madrid. D'origine gitane, elle fait partie de plusieurs collectifs de mise en valeur de cette culture. Elle est publiquement active dans les cours de compás. Elle devient célèbre grâce à son rôle de Saray dans la série télévisée Derrière les barreaux (2015-2019) et, à l'échelle internationale, grâce à celui d'Ágata "Nairobi" Jiménez dans la série La casa de papel (2017-2021).

## Biographie
Alba González Villa est la fille du musicien et compositeur et chanteur Antonio Flores et d'Ana Villa, productrice de théâtre. Elle est la petite-fille de la chanteuse et actrice Lola Flores et de son époux Antonio González (dit El Pescaílla), guitariste et chanteur inventeur de la rumba catalane, nièce des chanteuses Lolita Flores et Rosario Flores et cousine de l'actrice Elena Furiase. Elle étudie l'interprétation depuis l'âge de treize ans. En tant qu'actrice, elle participe à de nombreuses œuvres dont certaines très connues comme Luna de miel en Hiroshima (2005) et la version gitane du Songe d'une nuit d'été (2005-2007).
Elle fait ses débuts dans le cinéma avec le film El Calentito (2005), de Chus Gutiérrez. À la télévision, elle participe en 2006 à un épisode de la série El comisario (es). En 2008, elle obtient un rôle dans la série d'Antena 3 El síndrome de Ulises (es). À la fin de cette même année, elle commence la comédie musicale intitulée Enamorados anónimos. En 2009 elle enregistre le thème du morceau de son père No puedo enamorarme de ti, pour la bande sonore du film de Roberto Santiago (es), Al final del camino (es). En 2013 elle arrive sur la chaîne Antena 3 pour la série El tiempo entre costuras dans laquelle l'actrice donne vie au personnage de Jámila. La série arrive en France sur Netflix et en DVD.  
En 2014 elle participe, sur TVE, à un épisode de la série Cuéntame cómo pasó où elle interprète Chelo, le témoin important d'une histoire de corruption dans la police. En 2015, elle obtient un rôle pour la nouvelle série d'Antena 3 Derrière les barreaux (Vis a vis). Elle joue le personnage de Saray Vargas, adolescente lesbienne d'origine gitane qui doit faire face à une peine de 5 ans de prison pour meurtre. Pour ce rôle donnant une visibilité aux lesbiennes dans la communauté gitane, elle reçoit en 2017 le prix de la visibilité lesbienne. En 2016, elle interprète le personnage de Rosa dans la pièce de théâtre La Rose tatouée, en compagnie, entre autres, d'Aitana Sánchez-Gijón et de Roberto Enríquez (es),. 
Le 25 avril 2017 elle apparaît aux côtés d'Úrsula Corberó dans le programme de télévision El Hormiguero pour promouvoir son dernier projet, La casa de papel, série qui commence à être diffusée en mai 2017,. Dans cette série, elle joue le rôle d'Ágata Jiménez alias « Nairobi », spécialiste dans la falsification de billets et qui a perdu la garde de son fils après avoir été condamnée pour trafic de substances hallucinogènes,. La série rencontre un succès planétaire lors du rachat des droits par Netflix.

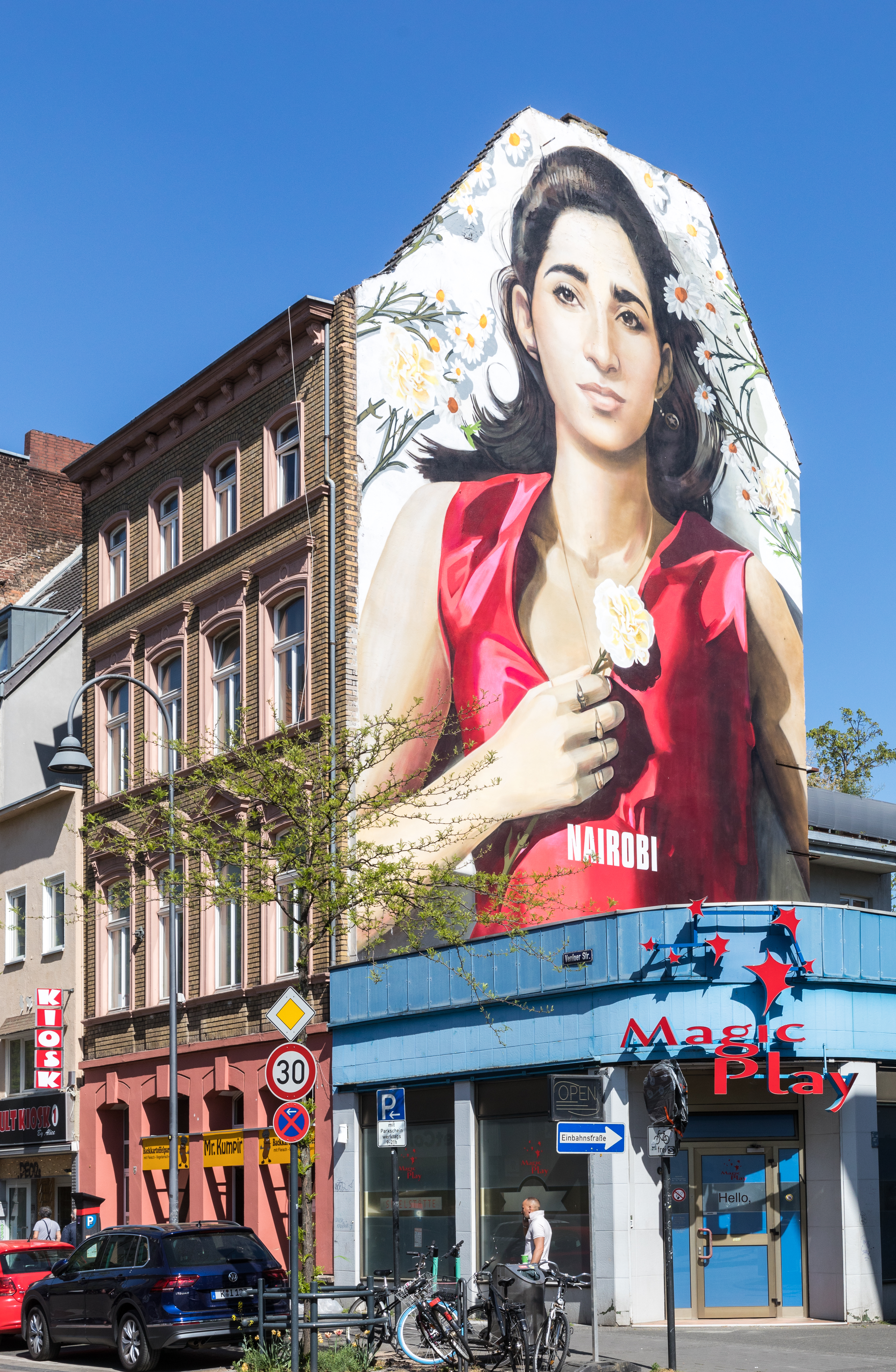
Fresque rendant hommage à Nairobi, le personnage incarné par Alba Flores, à Cologne (Allemagne).

Les médias font souvent référence à l'héritage familial de l'actrice, qui lui aurait permis d'arriver là où elle est aujourd'hui. L'actrice répond toujours qu'elle ne s'est jamais sentie avantagée ou désavantagée par le nom qu'elle porte, que les gens la connaissent mais qu'ils attendent qu'elle fasse ses preuves, se démarque, évolue,,.
Étant ouvertement lesbienne, Alba a eu une relation avec la chanteuse et actrice Ondina Maldonado,.

## Filmographie

### Cinéma
| An   | Film                | Directeur      |
| ---- | ------------------- | -------------- |
| 2005 | El Calentito        | Chus Gutiérrez |
| 2015 | La memoria del agua | Matías Bize    |

### Télévision
| An          | Série                                       | Chaîne ou plateforme d'origine | Précisions                   | Personnage                      |
| ----------- | ------------------------------------------- | ------------------------------ | ---------------------------- | ------------------------------- |
| 2006        | El comisario (es)                           | Telecinco                      | Série télévisée, 1 épisode   | ?                               |
| 2008        | El síndrome de Ulises (es)                  | Antena 3                       | Série télévisée, 1 épisode   | ?                               |
| 2013        | El tiempo entre costuras                    | Antena 3                       | Série télévisée, 5 épisodes  | Jámila                          |
| 2013        | Vicente Ferrer                              | La 1                           | Téléfilm                     | Shamira                         |
| 2014        | Cuéntame cómo pasó                          | La 1                           | Série télévisée, 1 épisode   | Chelo                           |
| 2015 - 2019 | Derrière les barreaux (Vis a vis)           | Antena 3 puis Fox (es)         | Série télévisée, 24 épisodes | Saray Vargas de Jesús           |
| 2017 - 2020 | La casa de papel                            | Antena 3 puis Netflix          | Série télévisée, 38 épisodes | Ágata Jiménez, dite « Nairobi » |
| 2022        | Sur l'autel de la famille (Sagrada Familia) | Netflix                        | Série télévisée, 8 épisodes  | Caterina / Edurne               |

## Distinctions

### Récompenses
- 2015 : Prix Ondas de la meilleure interprète féminine dans une série télévisée dramatique pour Derrière les barreaux (2015-2019) partagé avec Maggie Civantos, Najwa Nimri, Berta Vázquez et Cristina Plazas.
- 2017 : Spanish Actors Union de la meilleure actrice dans un second rôle dans une série télévisée dramatique pour Derrière les barreaux (2015-2019).
- Prix Actúa 2017 : Lauréate du Prix de la meilleure jeune talent.
- 2019 : Iris Awards de la meilleure actrice dans une série télévisée dramatique pour La casa de papel (2017-2022).
- 2020 : The Platino Awards for Iberoamerican Cinema de la meilleure actrice dans une série télévisée dramatique pour La casa de papel (2017-2022).

### Nominations
- 2015 : Unión de Actores y Actrices de la meilleure actrice dans un second rôle à la télévision dans une série télévisée dramatique pour Derrière les barreaux (2015-2019).
- 2016 : Spanish Actors Union de la meilleure actrice dans un second rôle dans une série télévisée dramatique pour Derrière les barreaux (2015-2019).
- 4e cérémonie des Prix Feroz 2017 : Meilleure actrice dans un second rôle dans une série télévisée dramatique pour Derrière les barreaux (2015-2019).
- 2018 : Iris Awards de la meilleure actrice dans une série télévisée dramatique pour Derrière les barreaux (2015-2019).
- 5e cérémonie des Prix Feroz 2018 : Meilleure actrice dans un second rôle dans une série télévisée dramatique pour La casa de papel (2017-2022).
- 2018 : Spanish Actors Union de la meilleure actrice dans un second rôle dans une série télévisée dramatique pour La casa de papel (2017-2022).
- 2019 : Spanish Actors Union de la meilleure actrice principale dans une série télévisée dramatique pour La casa de papel (2017-2022).
- 7e cérémonie des Prix Feroz 2020 : Meilleure actrice dans un second rôle dans une série télévisée dramatique pour La casa de papel (2017-2022).
- Octubre Corto, Festival de Cine de Arnedo 2020 : Lauréat du Prix du Jury du meilleur court-métrage dramatique pour La casa de papel (2020) partagée avec Nüll García (Réalisateur), Fernando J. Monge (Producteur), David Torres Vázquez (Producteur) et David Pedrosa Morales (Producteur).
- 2020 : Spanish Actors Union de la meilleure actrice principale dans une série télévisée dramatique pour La casa de papel (2017-2022).
- 2020 : Zapping Awards de la meilleure actrice dans une série télévisée dramatique pour La casa de papel (2017-2022).
- 2022 : Iris Awards de la meilleure actrice dans une série télévisée dramatique pour Maricón perdido (2022).